# 市道114號
市道114號 永安－光復橋是位於臺灣北部的一條市道，西起桃園市新屋區永安，東至新北市板橋區港子嘴與臺北市萬華區交界處的光復橋，全長共計56.775公里。
- 起點，位於桃園市新屋區永安漁港前

## 支線

### 甲線
市道114甲線（建德路－大鶯路）是位於桃園市的一條市道支線，起點位於八德市區長興路（114線）與建德路交會處，目前已通車路段為建德路、豐德路構成之L型道路，長2.210公里；未來預計經由新闢之八德交流道連絡道，向東至大溪區缺子銜接大鶯路（桃60線），包含既成路段共計4.050公里。

## 行經行政區域

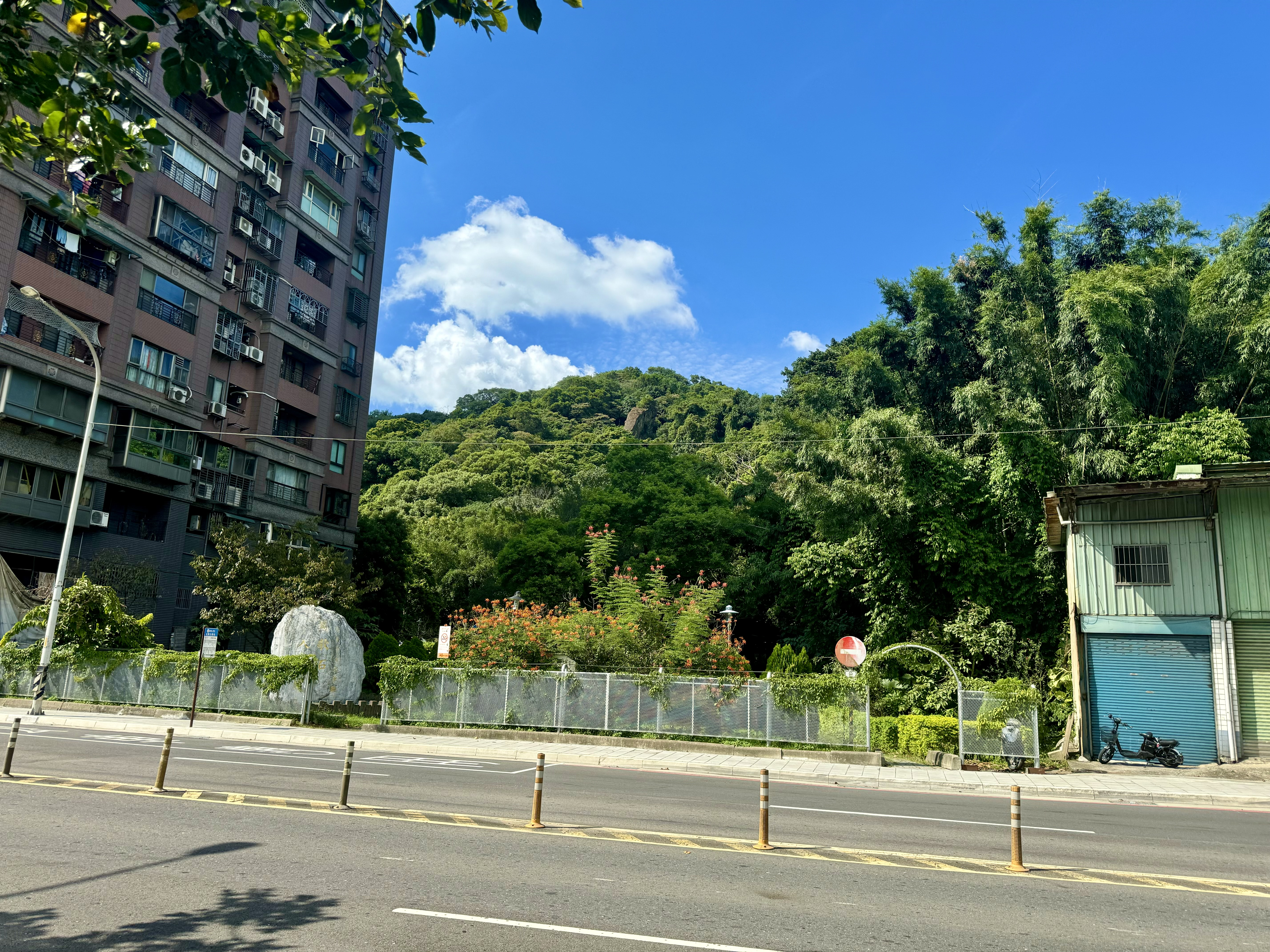
市道114號望北鶯公園與鶯歌石

主線
| 桃園市        | 新屋區 | 永安                               | 0.000                              | （地區道路）          | 公路起點                |
| 桃園市        | 新屋區 | 永安交流道                         | －                                 | 台61線                |                         |
| 桃園市        | 新屋區 | 永安                               | －                                 | 桃96線                | 桃96線起點              |
| 桃園市        | 新屋區 | 永安                               | －                                 | 台15線                |                         |
| 桃園市        | 新屋區 | 下庄                               | －                                 | 桃95線                | 桃95線起點              |
| 桃園市        | 新屋區 | 下庄                               | －                                 | 桃91線                | 與桃91線共線起點        |
| 桃園市        | 新屋區 | 下庄                               | －                                 | 桃91線                | 與桃91線共線終點        |
| 桃園市        | 新屋區 | 下田心子                           | －                                 | 桃93-1線              | 桃93-1線終點            |
| 桃園市        | 新屋區 | 赤牛欄                             | －                                 | 桃89-1線              | 桃89-1線終點            |
| 桃園市        | 新屋區 | 甲頭屋                             | －                                 | 桃93線 · 桃104線      | 桃93線終點 桃104線終點  |
| 桃園市        | 新屋區 | 上庄                               | －                                 | （地區道路）          |                         |
| 桃園市        | 新屋區 | 新屋市區                           | －                                 | （地區道路）          | 0                       |
| 桃園市        | 新屋區 | 新屋市區                           | －                                 | 桃89線                | 桃89線終點              |
| 桃園市        | 新屋區 | 新屋市區                           | －                                 | 桃109線               | 桃109線起點             |
| 桃園市        | 新屋區 | 新屋市區                           | －                                 | 市道115號             |                         |
| 桃園市        | 新屋區 | 新屋市區                           | －                                 | 桃82線                | 桃82線起點              |
| 桃園市        | 新屋區 | －                                 |                                    |                       |                         |
| 桃園市        | 新屋區 | 紅坭坡                             | －                                 | （地區道路）          |                         |
| 桃園市        | 新屋區 | －                                 |                                    |                       |                         |
| 桃園市        | 新屋區 | 上青埔                             | －                                 | （地區道路）          |                         |
| 桃園市        | 新屋區 | 新屋交流道                         | 12.100                             | 台66線                |                         |
| 桃園市        | 新屋區 | 上青埔                             | －                                 | （地區道路）          |                         |
| 桃園市        | 新屋區 | 犁頭洲                             | －                                 | 桃79線                | 桃79線起點              |
| 桃園市        | 新屋區 | 犁頭洲                             | －                                 | 桃83線                | 桃83線終點              |
| 桃園市        | 觀音區 | 苦練腳                             | －                                 | 桃83線                | （同上）                |
| 桃園市        | 中壢區 | 過嶺                               | －                                 | 台31線                |                         |
| 桃園市        | 新屋區 | 犁頭洲                             | －                                 | 台31線                |                         |
| 桃園市        | 中壢區 | 過嶺                               | －                                 | 桃102線               | 桃102線終點             |
| 桃園市        | 楊梅區 | 高山頂                             | －                                 | （地區道路）          |                         |
| 桃園市        | 中壢區 | 過嶺                               | －                                 | （地區道路）          |                         |
| 桃園市        | 平鎮區 | 雙連坡                             | －                                 | （地區道路）          |                         |
| 桃園市        | 平鎮區 | 高山下                             | －                                 | （地區道路）          |                         |
| 桃園市        | 中壢區 | 三座屋                             | －                                 | （地區道路）          |                         |
| 桃園市        | 中壢區 | 中壢交流道                         | 19.610                             | 國道一號              | 0                       |
| 桃園市        | 平鎮區 | 中壢交流道                         | 19.610                             | 國道一號              | 0                       |
| 桃園市        | 平鎮區 | 宋屋                               | 20.498                             | 台1線／市道112號      |                         |
| 桃園市        | 中壢區 | 三座屋                             | 20.498                             | 台1線／市道112號      | 0                       |
| 桃園市        | 中壢區 | 三座屋                             | －                                 | 桃45線                | 桃45線終點              |
| 桃園市        | 中壢區 | －                                 |                                    |                       |                         |
| 桃園市        | 中壢區 | 老街                               | －                                 | 市道113號             |                         |
| 桃園市        | 中壢區 | 老街                               | －                                 | 市道110甲線           |                         |
| 桃園市        | 中壢區 | －                                 |                                    |                       |                         |
| 桃園市        | 中壢區 | 中原                               | －                                 | （地區道路）          |                         |
| 桃園市        | 中壢區 | 中原                               | － 跨越縱貫線北段、桃48線          |                       |                         |
| 桃園市        | 中壢區 | 中原                               | －                                 | 桃48線                | 僅設西出東入 桃48線起點 |
| 桃園市        | 中壢區 | －                                 |                                    |                       |                         |
| 桃園市        | 中壢區 | 仁美                               | －                                 | 桃77線                | 桃77線起點              |
| 桃園市        | 中壢區 | 後寮                               | －                                 | 桃77線                | 桃77線起點              |
| 桃園市        | 中壢區 | 仁美                               | －                                 | 桃77-1線              | 桃76線終點              |
| 桃園市        | 中壢區 | 後寮                               | －                                 | 桃77-1線              | 桃76線終點              |
| 桃園市        | 中壢區 | 仁美                               | －                                 | 桃76線                | 桃76線終點              |
| 桃園市        | 中壢區 | 後寮                               | －                                 | 桃76線                | 桃76線終點              |
| 桃園市        | 中壢區 | 龍岡                               | －                                 | 桃74線                | 桃74線終點              |
| 桃園市        | 八德區 | 霄裡                               | －                                 | 桃72線                | 桃72線終點              |
| 桃園市        | 八德區 | 霄裡                               | －                                 | 桃46線                | 桃46線起點              |
| 桃園市        | 八德區 | 霄裡                               | －                                 |                       |                         |
| 桃園市        | 八德區 | 霄裡                               | －                                 | （地區道路）          |                         |
| 桃園市        | 八德區 | －                                 |                                    |                       |                         |
| 桃園市        | 八德區 | 八德市區                           | －                                 | （地區道路）          |                         |
| 桃園市        | 八德區 | 八德市區                           | －                                 |                       |                         |
| 桃園市        | 八德區 | 八德市區                           | －                                 | （地區道路）          |                         |
| 桃園市        | 八德區 | 八德市區                           | －                                 |                       |                         |
| 桃園市        | 八德區 | 八德市區                           | －                                 | 市道114甲線           | 市道114甲線起點         |
| 桃園市        | 八德區 | 八德市區                           | －                                 | 桃51線                | 桃51線終點              |
| 桃園市        | 八德區 | 八德市區                           | －                                 | 桃53線                |                         |
| 桃園市        | 八德區 | 更寮腳                             | 31.287                             | 台4線                 |                         |
| 桃園市        | 八德區 | 大湳                               | －                                 | 桃57線 · 興豐路1906巷 | 桃57線終點              |
| 桃園市        | 八德區 | － 跨越國道二號                    |                                    |                       |                         |
| 桃園市        | 八德區 | 後庄                               | －                                 | （地區道路）          |                         |
| 新北市        | 鶯歌區 | 永吉                               | －                                 | （地區道路）          |                         |
| 新北市        | 鶯歌區 | 尖山                               | －                                 | （地區道路）          |                         |
| 新北市        | 鶯歌區 | 尖山                               | － 平交道 平面交會中興一號特種支線 |                       |                         |
| 新北市        | 鶯歌區 | 尖山                               | －                                 | 北83線                | 北83線起點              |
| 新北市        | 鶯歌區 | 尖山埔                             | －                                 | 市道110號             |                         |
| 新北市        | 鶯歌區 | －                                 |                                    |                       |                         |
| 新北市        | 鶯歌區 | 鶯歌市區                           | －                                 | 北116線               | 北116線終點             |
| 新北市        | 鶯歌區 | 牛灶坑                             | －                                 | （地區道路）          |                         |
| 新北市        | 鶯歌區 | 阿南坑                             | －                                 | （地區道路）          |                         |
| 新北市        | 樹林區 | 石灰坑                             | －                                 | 北75線                | 北75線起點              |
| 新北市        | 樹林區 | － 跨越縱貫線北段                  |                                    |                       |                         |
| 新北市        | 樹林區 | 山佳                               | －                                 | 北85線                | 北85線起點              |
| 新北市        | 樹林區 | 山佳                               | － 地下道 穿越縱貫線北段           |                       |                         |
| 新北市        | 樹林區 | 山佳                               | －                                 | 北87線                | 北87線僅設南出北入      |
| 新北市        | 樹林區 | 竹篙厝                             | －                                 | （地區道路）          |                         |
| 新北市        | 樹林區 | 潭底                               | －                                 | 北74線                | 北74線終點              |
| 新北市        | 樹林區 | 潭底                               | － 地下道 穿越縱貫線北段           |                       |                         |
| 新北市        | 樹林區 | 潭底                               | －                                 | 市道107號             | 市道107號終點           |
| 新北市        | －     |                                    |                                    |                       |                         |
| 新北市        | 板橋區 | 沙崙                               | －                                 | 市道116號             | 與市道116號共線起點     |
| 新北市        | 板橋區 | －                                 |                                    |                       |                         |
| 新北市        | 板橋區 | 二抱竹                             | －                                 | 市道116號             | 與市道116號共線終點     |
| 新北市        | 板橋區 | － 地下道 穿越臺灣高鐵、縱貫線北段 |                                    |                       |                         |
| 新北市        | 板橋區 | 浮洲                               | －                                 | （地區道路）          |                         |
| 新北市        | 板橋區 | －                                 |                                    |                       |                         |
| 新北市        | 板橋區 | 南雅                               | －                                 | （地區道路）          |                         |
| 新北市        | 板橋區 | 南雅                               | －                                 | 北93線                | 0                       |
| 新北市        | 板橋區 | 板橋市區                           | －                                 | 北93線                |                         |
| 新北市        | 板橋區 | 公館                               | 52.568                             | 台3線                 | 與台3線共線起點         |
| 新北市        | 板橋區 | 深丘                               | －                                 | 台3線 · 市道106號     | 與台3線共線終點         |
| 新北市        | 板橋區 | 埔墘                               | －                                 | 北91線                |                         |
| 新北市        | 板橋區 | 港子嘴                             | －                                 | （地區道路）          |                         |
| 新北市        | 板橋區 | 港子嘴                             | 56.775 公路終點                    |                       |                         |
| 共線 半套匝道 |        |                                    |                                    |                       |                         |

甲線
全線均位於桃園市境內。
| 鄉鎮 市區      | 地點       | 里程 （km） | 交會道路  | 備註     |
| -------------- | ---------- | ----------- | --------- | -------- |
| 八德區         | 八塊       | 0.000       | 市道114號 | 公路起點 |
| 八德區         | 八塊       | －          | 桃53線    |          |
| 八德區         | 更藔腳     | 2.210       | 台4線     | 通車終點 |
| 大溪區         | 八德交流道 | －          | 國道三號  |          |
| 大溪區         | 缺子       | 4.050       | 桃60線    | 公路終點 |
| 未通車或興建中 |            |             |           |          |

## 沿線路名
| - 中山西路 - 中山路（新屋區） - 中山東路（新屋區） - 民族路 - 明德路 | - 中山路 - 中山東路（中壢區） - 長興路 - 中正路 - 興豐路 |

| - 八德路 - 中正二路 - 文化路 - 中正一路 - 中山路（樹林區） - 保安街一段 | - 大觀路三段 - 篤行路一段 - 環河西路五段 - 大觀路二－一段 - 館前西路 - 中山路（板橋區） |

## 沿線設施與景點
| 桃園市路段 - 永安漁港 - 永安交流道（台61線） - 桃園市立永安國民中學 - 桃園市新屋區永安國民小學 - 桃園市新屋區東明國民小學 - 桃園市新屋區新屋國民小學 - 桃園市新屋區公所 - 新屋交流道（台66線） - 桃園市中壢區中平國民小學 - 國家環境研究院 - 中壢交流道（國道一號） - 桃園市立新明國民中學 - 桃園市中壢區普仁國民小學 - 桃園市中壢區富台國民小學 - 榮民製藥 - 衛生福利部中央健康保險署北區業務組 - 南亞技術學院 - 陸軍專科學校 - 霄裡玉元宮 - 八德站（ 綠線） - 興仁花園夜市 - 桃園市八德區八德國民小學 - 桃園市八德區公所 - 桃園市立八德國民中學 - 國防大學 - 八德埤塘自然生態公園 | 新北市路段 - 鶯歌車站（縱貫線北段／ 三鶯線） - 三鶯二橋 - 新北市樹林區育德國民小學 - 山佳車站（縱貫線北段） - 新北市樹林區山佳國民小學 - 電光企業 - 南樹林車站（縱貫線北段） - 樹林車站（縱貫線北段） - 樹林濟安宮 - 浮洲車站（縱貫線北段） - 國立臺灣藝術大學 - 國立華僑高級中等學校 - 新北市板橋區大觀國民小學 - 板橋府中商圈 - 新板橋車站特定專用區／新板特區商圈 - 新北市政府大樓 - 新北市政府 - 板新站（ 環狀線） - 臺北市野雁保護區 |